# 교황 포르모소
교황 포르모소(라틴어: Formosus PP., 이탈리아어: Papa Formoso)는 제111대 교황(재위: 891년 10월 6일 - 896년 4월 4일)이다. 혼란스러운 시국에 짧은 기간 동안 재임하였으며, 사후 그의 시신은 무덤에서 끌어내어진 후 악명 높은 시체 시노드의 법정에 세워져 유죄를 선고받고 오른손의 손가락과 몸이 잘린 후, 테베레강에 던져지는 모욕을 받았다.

## 교황 선출 이전
오스티아 안티카에서 태어난 포르모소는 864년 포르투스의 주교급 추기경에 서임되었다. 이후 교황의 외교 사절로서 그는 866년에는 불가리아를, 869년과 872년에는 서프랑크 왕국을 방문하였다. 서프랑크에서 그는 국왕 카를 2세를 설득하여 875년 교황에 의해 황제로 즉위하도록 하였다.
872년 초 교황 선거에서 유력한 교황 후보로 떠올랐으나, 정치적 상황 때문에 로마를 떠났으나, 결국 그 해에 교황 요한 8세가 선출되었다. 요한 8세는 시노드를 소집하면서 불가리아 교회의 성좌를 열망했던 포르모소에게 황제에 반대하고 교황의 승인 없이 자기 교구를 벗어났으며, 로마의 수도원들을 약탈하고 다녔고, 성무 정지를 당했음에도 전례를 거행하였으며, 사악한 남녀들과 함께 손을 잡아 로마를 파괴하려는 음모를 꾸몄다는 이유를 들어 파문을 당하지 않으려면 즉시 자기 교구 소재지인 포르투스로 돌아가라고 지시하였다. 포르모소와 그에게 동조한 다른 사람들에 대한 교황의 파문 선언은 872년 7월에 발표되었다. 878년 그가 절대로 로마로 돌아오지 않겠다고 하거나 성무를 수행하지 않겠다고 약속한 후에야 파문이 철회된 것으로 추정된다.
883년 교황 요한 8세의 뒤를 이어 선출된 교황 마리노 1세는 프랑크에 사실상 귀양 가 있던 포르모소를 다시 로마로 불러들여 포르투스 교구장에 복귀시켰다. 마리노 1세의 뒤를 이어, 교황 하드리아노 3세와 교황 스테파노 5세 역시 포르모소를 중용하였다. 영향력이 점차 커져가던 포르모소는 891년 10월 6일 교황으로 선출되었는데, 전해지는 바에 따르면 만장일치로 선출되었다고 한다.

## 교황
포르모소는 교황으로 선출된 직후, 콘스탄티노폴리스로부터 중재를 요청받았다. 당시 콘스탄티노폴리스에서는 총대주교 포티오스가 쫓겨나고, 바실리우스 1세 황제의 아들인 스테파노스(Πατριάρχης Στέφανος Α΄)가 총대주교 자리에 올랐다. 전임 교황 스테파노 5세가 포티오스가 집전한 모든 성직 서임을 무효로 선언함에 따라, 포르모소는 포티오스에 의해 서품받은 이들의 성직을 인정하는 것을 거부했다. 그렇지만 동방 교회의 주교들은 포티오스에 의한 성직 서임을 인정하기로 결의하였다.
또한 포르모소는 서프랑크의 왕위를 둘러싸고 파리 백작 외드와 샤를 3세 사이의 분쟁에 휘말렸다. 그는 샤를을 지지하면서 외드에게 프랑스 왕위를 샤를에게 양도하고 물러날 것을 권유했지만, 소용이 없었다.
포르모소는 이탈리아의 군주이자 신성 로마 제국의 황제인 스폴레토의 귀도 3세를 매우 불신하였으며, 그에게 대항할 세력을 물색하였다. 귀도 3세는 자신의 지위를 강화하기 위해 892년 4월 포르모소에게 자신의 아들은 람베르토를 자신과 더불어 공동 황제로 즉위시킬 것을 강요하였다.
그러나 다음해에 포르모소는 귀도 3세와 람베르토 2세의 영향으로부터 벗어나기 위해 케른텐의 아르눌프에게 이탈리아를 침공하여 로마와 이탈리아를 스폴레토로부터 해방시켜 달라는 요청을 하였다.
894년 아르눌프의 군대가 포강 북쪽의 모든 지역을 점령하였다. 그해 12월 귀도 3세는 아들 람베르토 2세를 아젤트루드(Ageltrude) 황후에게 맡기고 사망했다. 895년 가을 아르눌프는 두 번째로 이탈리아 원정을 감행하여, 2월 로마로 진격하여 21일에 아젤트루드를 몰아내고 무력으로 점령하였다. 다음날 포르모소는 성 베드로 대성전에서 아르눌프의 대관식을 거행하여, 그를 신성 로마 제국의 황제로 선언하였다. 새 황제는 스폴레토로 진격했지만 도중에 풍병에 걸려서 계속해서 군사 작전을 벌일 수가 없었다.
896년 4월 포르모소가 선종하고, 교황 보니파시오 6세가 그 뒤를 이었다.

## 시체 시노드

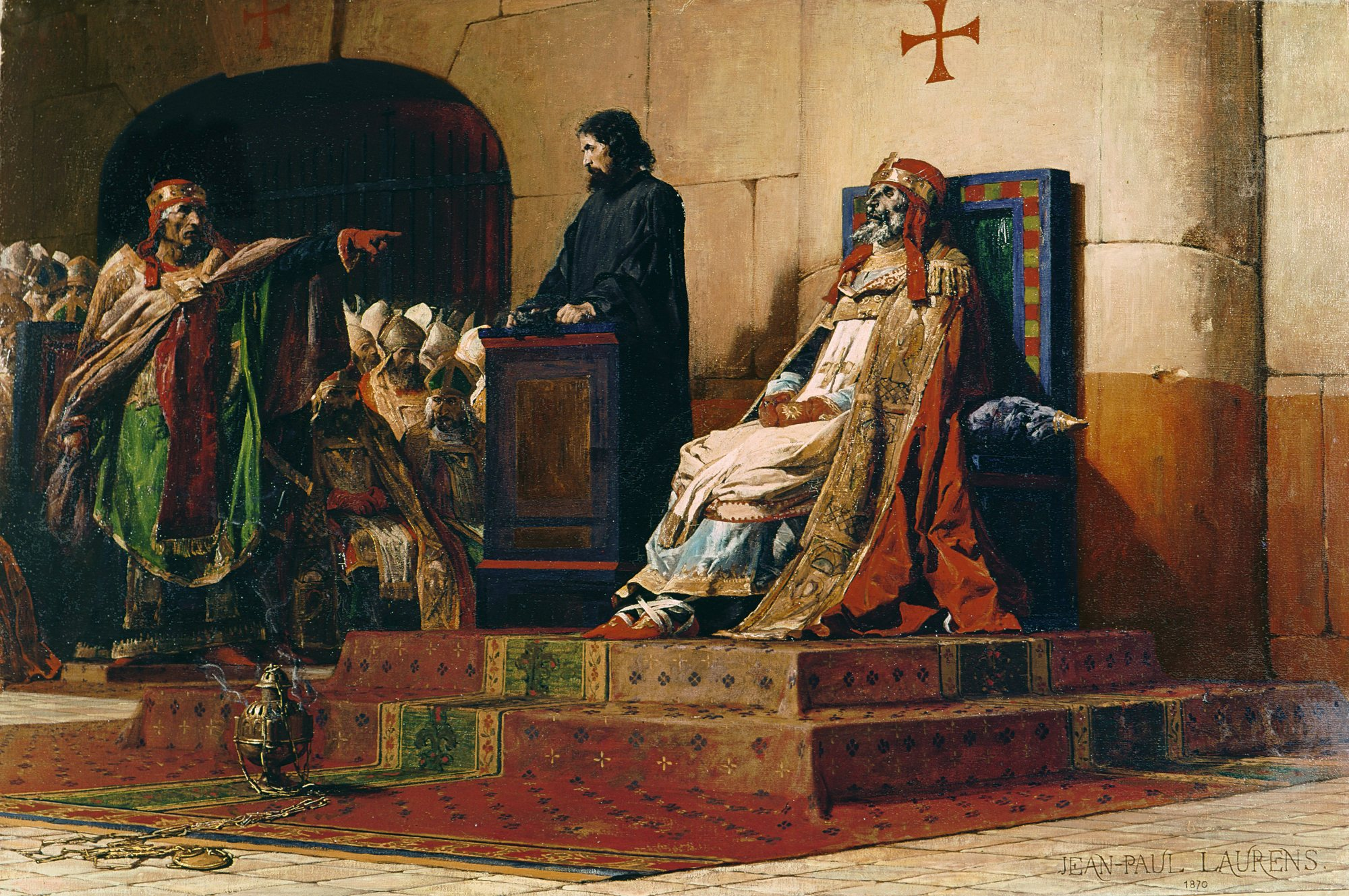
장 폴 로랑스의 교황 포르모소와 교황 스테파노 6세.

교황 보니파시오 6세의 뒤를 이은 교황 스테파노 6세는 다시 권위를 회복한 람베르토 2세와 그의 모후 아젤트루드의 영향권 아래에 있었기 때문에, 897년에 이른바 시체 시노드라고 불리는 교회회의를 소집하여 이미 선종한 전임자 포르모소를 재판했다. 포르모소의 시신은 무덤에서 꺼내어져 교황의 제의가 입힌 상태에서 피고인석에 앉혀져, 교황 요한 8세가 그에게 씌웠던 모든 혐의로 재차 고발되었다. 그리고 포르모소는 교황으로서의 자격이 없다는 판결이 내려졌다. 그리하여 고대 로마의 형벌인 기록 말살형이 적용되었는데, 포르모소가 재임 시절에 시행했던 모든 정책과 교령이 전체 무효화가 되었으며, 이 밖에도 그가 수여했던 모든 것이 효력이 없다고 공표되었다. 판결이 내려진 후, 포르모소의 시신은 교황의 제의가 벗겨지고, 그의 오른손의 세 번째 손가락이 절단된 후 테베레강에 던져졌다.
교황 스테파노 6세가 선종한 후, 포르모소의 시신은 한 수사에 의해 발견되어 다시 성 베드로 대성전에 매장되었다. 이후 이미 죽은 사람에 대해서는 재판을 여는 것이 금지되었지만, 교황 세르지오 3세는 포르모소에 대한 판결을 재차 승인하였다. 세르지오 3세는 포르모소에 의해 서임받은 주교들과 사제들에게 다시 서임받을 것을 요구하면서 교회에 대혼란을 초래하였다. 나중에 포르모소의 신원이 다시 회복되면서 그가 생전에 집전했던 성직 서품의 유효성도 회복되었다.
전해지는 바에 의하면, 세르지오 3세는 성 베드로 대성전에 재매장된 포르모소의 시신을 다시 꺼내서, 피고인석에 앉힌 다음 재판을 실시하여 유죄 판결을 내리고 목을 베는 등 시신을 모욕적으로 대했다고 한다. 따라서 실제로 시체 시노드는 두 차례 소집된 것이라고 볼 수 있다. 그렇지만 예수회의 조셉 브러셔 신부는 세르지오 3세가 죽은 사람을 부활시켜 심판하는 방식에 빠지지 않았다고 주장하면서 이러한 이야기에 대해 반박하였다.